# Piscine à débordement

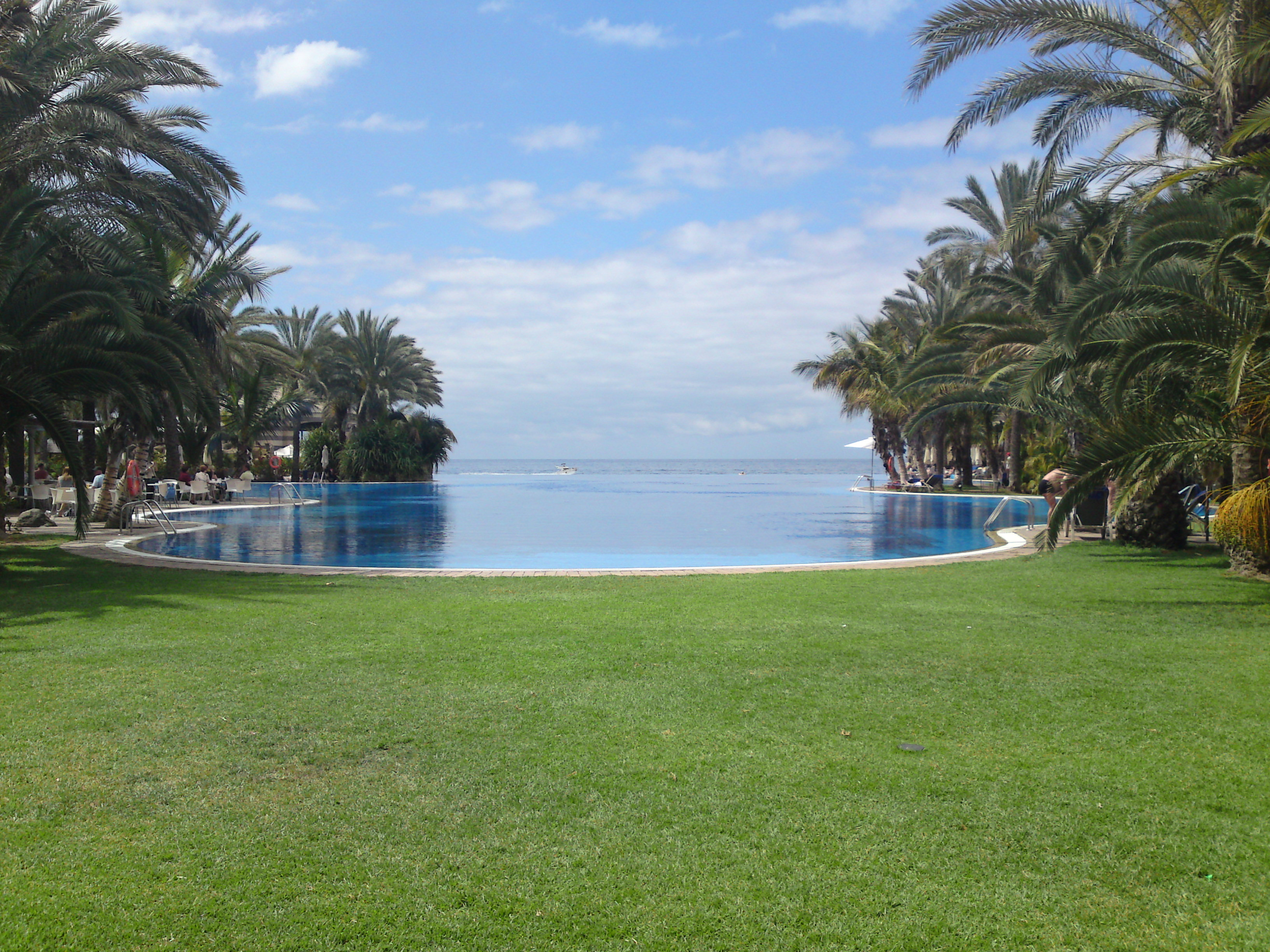
Piscine à débordement dans un hôtel de Grande Canarie, Espagne

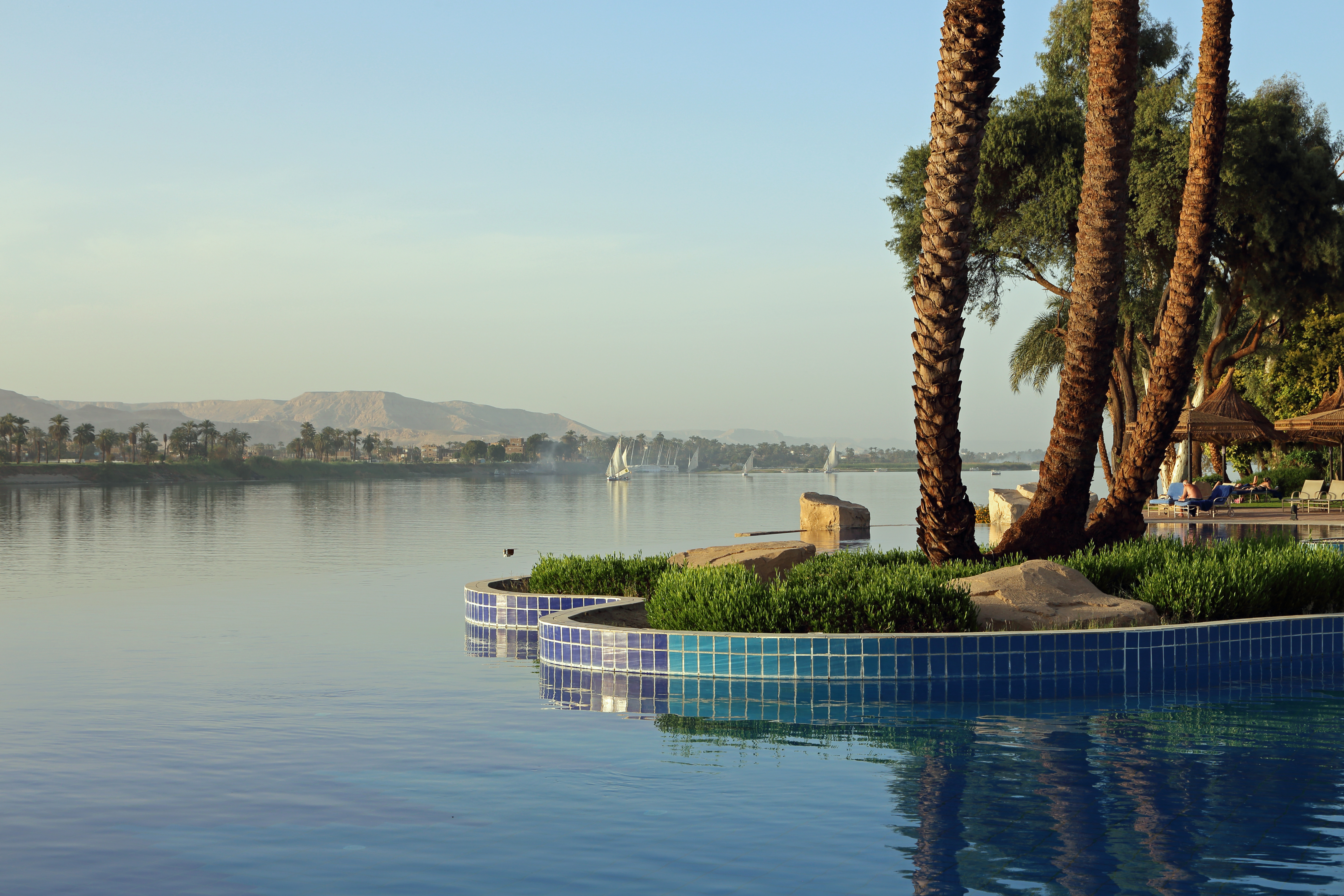
Piscine à débordement de l'hôtel Jolie Ville à Louxor (Égypte), avec le Nil comme toile de fond

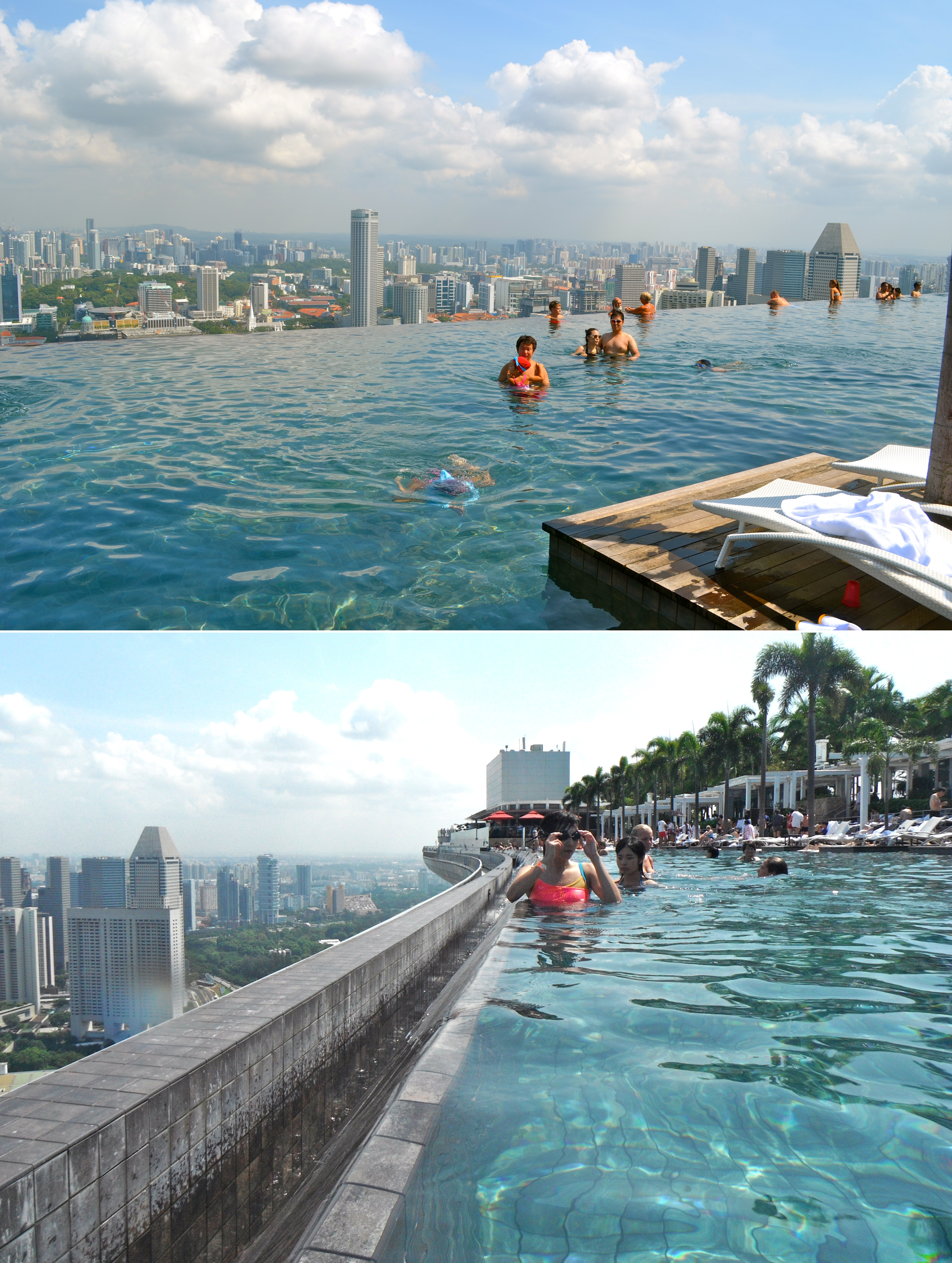
Montage montrant la piscine de Marina Bay Sands, vue du transat (en haut) et de l'intérieur de la piscine près du bord (en bas).

Une piscine à débordement est un type de piscine ou de miroir d'eau conçu pour donner l'illusion que la piscine fait partie à part entière du bassin où elle se trouve. Sur une face avec une vue dégagée sur l'horizon, l'eau débordant du bassin principal est récupérée en contrebas dans une gouttière d'évacuation, les bordures du bassin étant masquées. Jusqu'à un tiers plus cher qu'une piscine traditionnelle, ce type de piscine est souvent associé au luxe.

## Histoire
Depuis l'Antiquité, tout ouvrage d'eau peut être à débordement ; par exemple une fontaine ou un lavoir dans lesquels l'eau s'écoule en continu sans jamais retourner au bassin. Au XXe siècle, le concept de piscine à débordement serait inspiré des cultures en terrasses de Bali, en Indonésie, et serait originaire des grands hôtels de cette île.[réf. souhaitée]

## Principe
Le principe d'une piscine à débordement est que l'écumeur est constitué par un ou plusieurs côtés de la piscine. L'écoulement en continu induit un léger courant de surface. Comme un écumeur a une capacité proportionnelle à sa taille, le nettoyage des feuilles, insectes et même de la graisse (crème solaire) est très rapide. De plus, ce côté écumeur est dépourvu de clapet anti-retour puisque l'eau s'écoule par gravité dans un bassin de débordement.
Le revers de la médaille est que ce type de piscine est jusqu'à un tiers plus cher qu'une piscine traditionnelle. D'une part, la construction est plus difficile (et réservée à un terrain stable). D'autre part, comme l'eau s'évapore et s'aère lors du débordement, les coûts de fonctionnement sont plus élevés pour maintenir l'acidité, qui évite le tartre, et pour maintenir une température élevée.